# AMR 33
Der Renault AMR 33  war ein leichter Kampfpanzer der französischen Armee, der noch im Zweiten Weltkrieg eingesetzt wurde; die Renault-interne Werksbezeichnung des Typs lautete Renault VM.

## Hintergrund
Während des Ersten Weltkrieges konnte die Kavallerietruppe der französischen Armee ihre historischen Aufgaben auf dem Schlachtfeld nicht mehr erfüllen. Zwar blieben einige Verbände erhalten und hatten auch nach dem Krieg noch eine Bedeutung für die französischen Kolonien (der Levante und in Nordafrika), doch der Einsatz von berittenen Einheiten war in den Zeiten des Maschinengewehrs auf die Aufklärung, Flankensicherung und auf das Überbringen von eiligen Nachrichten reduziert worden.
Frühe Versuche mit Panzerwagen, automitrailleuses und auto canons ab 1902 zeigten den Willen der Kavallerie, sich auf die modernen Zeiten einzustellen, doch waren dem vor dem Ersten Weltkrieg erhebliche technische Grenzen gesetzt. Nach dem Krieg erklärte der einflussreiche Kavallerieoffizier, Géneral Maxime Weygand, in einer Veröffentlichung von 1921, dass der künftige Krieg ein Krieg der Maschinen sei. Sowie, dass Geschwindigkeit und Überraschung weiterhin Elemente seien, die für die Kavallerie sprächen.
Während der 1920er-Jahre setzte die französische Kavallerie auf Halbkettenfahrzeuge. Diese boten eine bessere Geländegängigkeit als Radfahrzeuge und ermöglichten gleichzeitig eine höhere Geschwindigkeit als reine Kettenfahrzeuge. Führender Hersteller in diesem Bereich war Citroen-Kégresse ein Wettbewerber von Renault. Im Jahr 1931 kaufte die französische Kavallerie 50 AMR P28, was den Inhaber von Renault, Louis Renault, herausforderte. Zudem verliefen die Versuche mit diesem Fahrzeug für die Kavallerie sehr unbefriedigend.

## Entwicklung
Die Reformen von Géneral Maxime Weygand nach dem Antritt seiner neuen Position als Generalstabschef sahen für die Kavallerie drei grundsätzliche Fahrzeugtypen vor:
AMD „Auto Mitrailleuse de Découverte“ (dem entsprach später der Panhard 178)
AMC „Auto Mitrailleuse de Combat“ (war erst der Schneider P16 und später der AMC 35)
AMR „Auto Mitrailleuse de Reconnaisance“ (erstes Fahrzeug dieser Klasse AMR P28)

### Renault VM
Der erste Ansatz der Firma Renault für einen Panzer in der Kategorie AMR war der Renault VM. Dieses Fahrzeug hatte in etwa die Größe des erfolgreichen Renault FT. Eindeutiges Ziel von Renault war jedoch, ein schnelleres Fahrzeug zu bauen. Man orientierte sich an dem Fahrwerk der britischen Carden-Loyd-Tankette, fand jedoch nicht auf Anhieb das perfekte Laufwerk und lieferte der CEAM-Kommission in Vincennes fünf unterschiedliche Fahrzeuge für die Erprobung. Diese bestätigte dem Renault VM im Dezember 1932, dass die Anforderungen an ein „Automitrailleuse de Reconnaisance“ erfüllt seien.
Die Bewaffnung mit nur einem Maschinengewehr muss als schwach bewertet werden und zeigt deutlich, dass das Fahrzeug nicht zur Bekämpfung feindlicher Panzer bestimmt war, sondern sich lediglich angreifender Infanterie erwehren können sollte.

## Produktion
Am 8. März 1933 erhielt Renault den ersten Vertrag über 45 Fahrzeuge, die nun als AMR Renault Modèle 1933 bezeichnet wurden, in der Kurzbezeichnung nun AMR 33.
Es folgten weitere Aufträge, so dass sich die Gesamtfertigung des Fahrzeugs auf 118 Serien- und fünf Prototypen belief.
Eine gelegentlich angegebene Produktionszahl von 120 Fahrzeugen beruht darauf, dass zwei Fahrzeuge im Nachgang auf den Serienstandard nachgerüstet wurden.

### Weitere Technische Daten
- Kletterfähigkeit: 0,61 m
- Grabenüberschreitfähigkeit: 1,52 m
- Steigfähigkeit: 60 %
- Wanne: genietet
- Laufwerk: vier Laufrollen (zwei an Schraubfederwiege, zwei an Drehstäben) vier Stützrollen, Triebrad vorn.

## Einsatz
Der leicht gepanzerte und ebenso leicht bewaffnete AMR 33 wurde den Kavalleriedivisionen der französischen Armee zugewiesen. Als zwei dieser Divisionen 1936/37 zu Panzerdivisionen umgestaltet wurden, konzentrierte man auch die AMR 33; die anderen drei Einheiten behielten nur noch jeweils 15 der Fahrzeuge. Die Panzer sollten die motorisierte Infanterie begleiten.
In der Schlacht um Frankreich zeigten sich die schon erwarteten Defizite des AMR 33 – die zu schwache Bewaffnung und Panzerung sowie mechanische Probleme. Hieran änderte auch die ungewöhnlich hohe Geschwindigkeit nichts.

## Verwendung bei der Wehrmacht
Typischerweise verwendete die Wehrmacht erbeutete Fahrzeuge weiter, da die eigenen Kapazitäten zur Neufertigung limitiert waren und ein hoher Bedarf an gepanzerten Fahrzeugen bestand.

### Panzerspähwagen VM 701 (f)
Trotz des geringen Kampfwertes wurden die AMR 33 mit der Bezeichnung Panzerspähwagen VM 701 (f) für Sicherungsaufgaben weiterverwendet.

## Weiterentwicklungen
Eine Weiterentwicklung war der AMR 35 (Werksbezeichnung Renault ZT), von dem 200 Stück gebaut wurden. Er war etwas schwerer (6500 kg) und mit einem vergleichbaren Antriebsaggregat etwas langsamer (55 km/h) als sein Vorgänger. Die Bewaffnung des ZT bestand je nach Ausführung aus einem 7,5-mm-Maschinengewehr, einem 13,2-mm-Maschinengewehr Hotchkiss M1929 oder einer 25-mm-Panzerabwehrkanone.
Vom Renault AMR abgeleitet sind die Kettenzugmaschinen Renault YI, YJ, YK.